# Chaibate
Chaibate (en àrab شعيبات, Xaʿībāt; en amazic ⵛⵄⴰⵢⴱⴰⵜ) és una comuna rural de la província d'El Jadida, a la regió de Casablanca-Settat, al Marroc. Segons el cens de 2014 tenia una població total de 9.877 persones.